# Polytepalum angolense
Polytepalum angolense är en nejlikväxtart som beskrevs av Süsseng. och Beyerle. Polytepalum angolense ingår i släktet Polytepalum och familjen nejlikväxter. Inga underarter finns listade i Catalogue of Life.